# Microlicia elegans
Microlicia elegans är en tvåhjärtbladig växtart som beskrevs av Charles Victor Naudin. Microlicia elegans ingår i släktet Microlicia och familjen Melastomataceae. Inga underarter finns listade i Catalogue of Life.